# 't Boompje

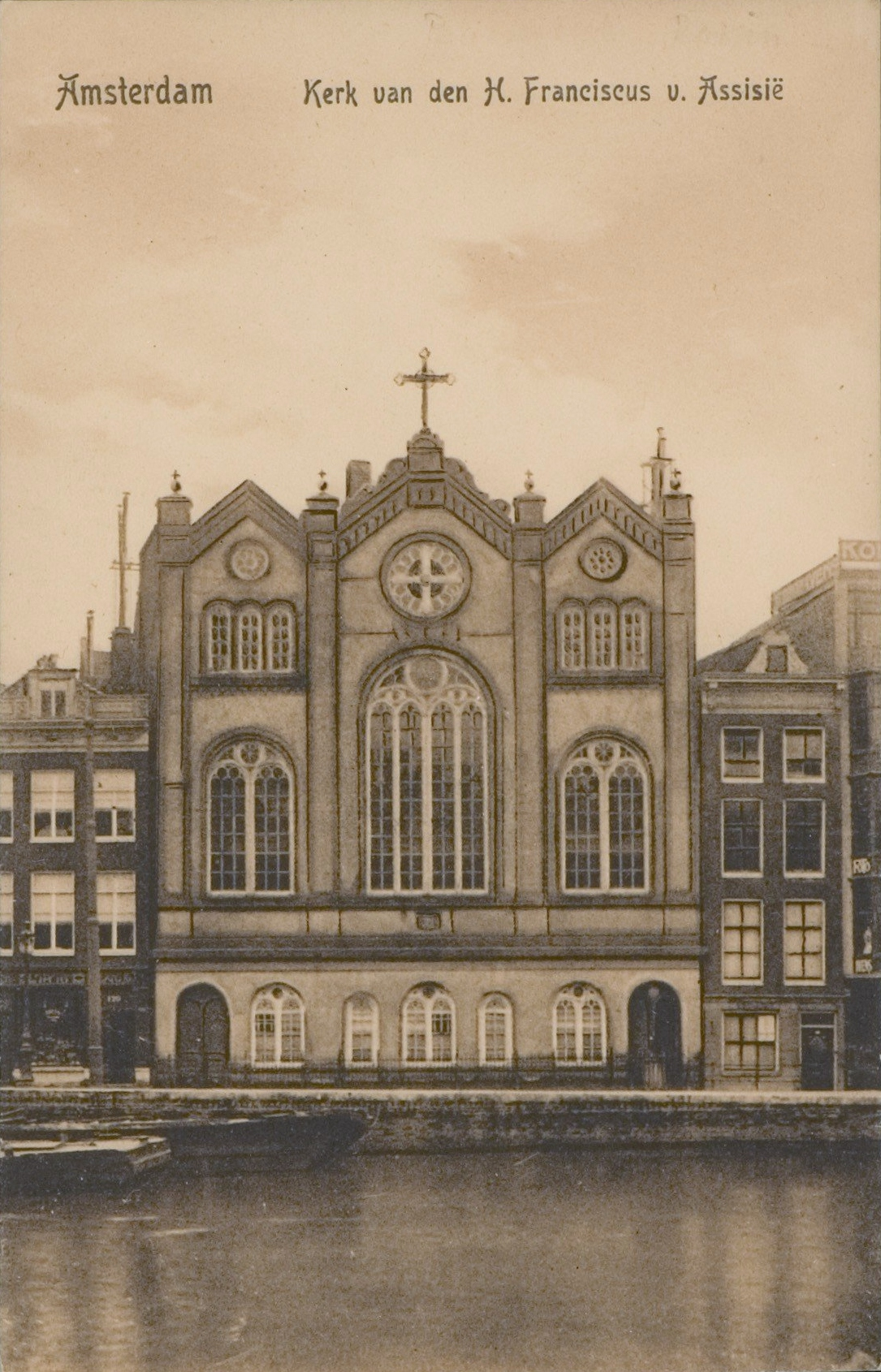
Schuilkerk 't Boompje; gevel aan het Rokin

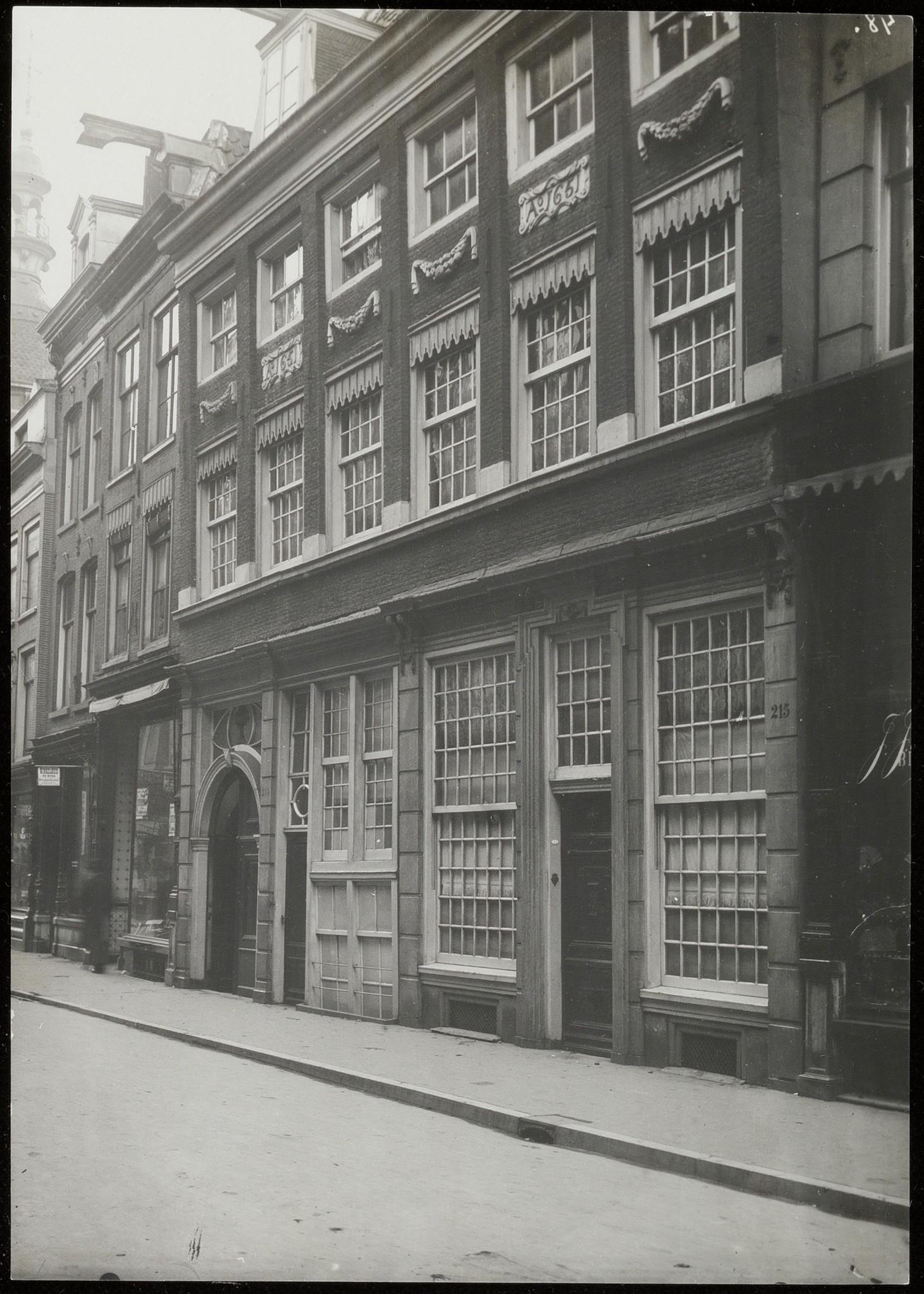
Schuilkerk 't Boompje: gevel aan de Kalverstraat

't Boompje (ook wel: 'Het Boompje') was een inpandige katholieke schuilkerk in het bouwblok aan de Munt, Kalverstraat, St. Jorissteeg en Rokin in Amsterdam van de paters franciscanen, gewijd aan sint Franciscus van Assisi. 
De statie werd gesticht in 1578 in een voormalige brouwerij aan de Kalverstraat (nr.215). In 1771 werd de schuilkerk door een groter gebouw vervangen, en daarbij uitgebreid naar het Rokin. De drie klokgevels maakten in 1843-1844 in opdracht van pastoor Johannes Franciscus Aalders plaats voor een nieuwe voorgevel aan de Rokin zijde in eclectische stijl naar ontwerp van Martinus Gerardus Tétar van Elven, directeur bouwkunde van de Koninklijke Akademie van Beeldende Kunsten. Die verleende het gebouw weliswaar een meer kerkelijk aanzien, maar gaf vervolgens aanleiding tot een heftige korte polemiek, waarin zich ook Joseph Alberdingk Thijm mengde. De gevel aan de Kalverstraat bleef behouden in de originele staat.
In 1910 werd de kerk gesloten en het jaar daarop gesloopt. Het perceel ging daarna deel uitmaken van het nieuwe warenhuis van Vroom & Dreesmann. Opvolger van de oude schuilkerk werd de door Peter Bekkers ontworpen nieuwe Boomkerk (1910-1911) in de nieuwe stadswijk Bos en Lommer. De gemeenschap verhuisde naar de nieuw gebouwde Kerk van Sint-Franciscus van Assisi in de Amsterdamse stadswijk Bos en Lommer.